# Casa Museo Azorín
Die Casa Museo Azorín ist ein Schriftstellermuseum in der Stadt Monóvar in der  Provinz Alicante, Spanien.
Das historische Gebäude war die Residenz der Großfamilie Martínez-Ruiz im Zentrum von Monóvar. Der bekannte Schriftsteller José Martínez Ruiz wurde 1873 in diesem Haus geboren.
Das dreistöckige Gebäude im Stil eines Gutshauses wurde im Mai 1969, zwei Jahre nach dem Tod von Azorin zu einem öffentlichen Museum umgebaut und beinhaltet eine Ausstellung von Objekten, Einrichtungsgegenständen, Gemälde, Fotosammlung und die 14.000 Bände umfassende private Bibliothek mit Korrespondenz und Originalmanuskripte des Schriftstellers José Martínez Ruiz, der mehr bekannt wurde unter seinem Schriftstellernamen Azorín. Die ehemaligen Wohnräume sind ebenfalls vollständig erhalten.
2012 sendet der TV-Sender Canal 9 (Valencia) eine Reportage aus dem Museumshaus Azorín.